# 贝卢雅尔丁
贝卢雅尔丁是巴西伯南布哥州的一个市镇。总面积653.6平方公里，总人口74028人，人口密度113.3人/平方公里。